# Parov Stelar
Parov Stelar (født 27. november 1974 i Linz, Østrig) er en Elektro/House/Swing-producer fra Østrig.

## Diskografi

### Albums
| År   | Album                                  | Detaljer                                                                            | Højeste hitlisteplacering | Højeste hitlisteplacering | Højeste hitlisteplacering | Højeste hitlisteplacering | Højeste hitlisteplacering | Højeste hitlisteplacering |
| År   | Album                                  | Detaljer                                                                            | AUT                       | FRA                       | GER                       | GRE                       | NLD                       | SWI                       |
| ---- | -------------------------------------- | ----------------------------------------------------------------------------------- | ------------------------- | ------------------------- | ------------------------- | ------------------------- | ------------------------- | ------------------------- |
| 2001 | Shadow Kingdom                         | 2×12" Vinyl & CD, Bushido Recordings, as Plasma                                     | —                         | —                         | —                         | —                         | —                         | —                         |
| 2004 | Rough Cuts                             | CD, Etage Noir Recordings                                                           | —                         | —                         | —                         | —                         | —                         | —                         |
| 2005 | Seven and Storm                        | CD, Etage Noir Recordings                                                           | —                         | —                         | —                         | —                         | —                         | —                         |
| 2007 | Shine                                  | CD, Etage Noir Recordings                                                           | —                         | —                         | —                         | —                         | —                         | —                         |
| 2008 | Daylight                               | CD, Rambling Records                                                                | —                         | —                         | —                         | —                         | —                         | —                         |
| 2009 | That Swing – Best Of                   | CD, Etage Noir Recordings                                                           | —                         | —                         | —                         | —                         | —                         | —                         |
| 2009 | Coco                                   | CD, Etage Noir Recordings                                                           | 65                        | —                         | —                         | 10                        | —                         | —                         |
| 2010 | The Paris Swing Box                    | CD, Etage Noir Recordings                                                           | —                         | —                         | —                         | —                         | —                         | —                         |
| 2010 | Le Piaf                                | CD, Etage Noir Recordings                                                           | —                         | —                         | —                         | —                         | —                         | —                         |
| 2012 | The Princess                           | CD, Etage Noir Recordings                                                           | 4                         | —                         | 35                        | 8                         | 86                        | 9                         |
| 2013 | The Invisible Girl (Parov Stelar Trio) | CD, Etage Noir Recordings                                                           | 18                        | —                         | —                         | 4                         | —                         | 40                        |
| 2013 | The Art of Sampling                    | 2 CDs, 2 LPs, CD, DD Etage Noir Recordings, Island Records, Universal Music Germany | 6                         | 117                       | 35                        | —                         | —                         | 27                        |
| 2015 | The Demon Diaries                      | CD, Etage Noir Recordings                                                           | 1                         | 93                        | 8                         | —                         | —                         | 9                         |

### EP'er
- 2001: Shadow Kingdom EP (12" Vinyl, Bushido Recordings, as Plasma)
- 2002: Lo Tech Trash (12" Vinyl, Bushido Recordings, as Marcus Füreder)
- 2004: KissKiss (12" Vinyl, Etage Noir Recordings)
- 2004: Move On! (12" Vinyl, Etage Noir Recordings)
- 2004: Wanna Get (12" Vinyl, Etage Noir Recordings)
- 2004: Primavera (12" Vinyl, Auris Recordings)
- 2005: Music I Believe In (12" Vinyl, ~Temp Records, as Marcus Füreder)
- 2005: A Night in Torino (12" Vinyl, Etage Noir Recordings)
- 2005: Spygame (12" Vinyl, Etage Noir Recordings)
- 2006: Parov Stelar EP (12" Vinyl, Big Sur)
- 2006: Charleston Butterfly (12" Vinyl, Etage Noir Recordings)
- 2007: Jet Set EP (12" Vinyl, Etage Noir Special)
- 2007: Sugar (12" Vinyl, Etage Noir Recordings)
- 2008: The Flame of Fame (12" Vinyl, Etage Noir Recordings)
- 2008: Libella Swing (12" Vinyl, Etage Noir Recordings)
- 2009: Coco EP (12" Vinyl, Etage Noir Recordings)
- 2010: The Phantom EP (12" Vinyl, Etage Noir Recordings)
- 2010: The Paris Swingbox EP (Etage Noir Recordings)
- 2011: La Fête EP (12" Vinyl, Etage Noir Recordings)
- 2012: Jimmy's Gang EP (Etage Noir Recordings)
- 2014: Clap Your Hands (Etage Noir Recordings)

### Singler
| År   | Single                                | Højeste hitlisteplacering | Højeste hitlisteplacering | Højeste hitlisteplacering | Højeste hitlisteplacering | Album / EP      |
| År   | Single                                | AUT                       | FR                        | GER                       | SWI                       | Album / EP      |
| ---- | ------------------------------------- | ------------------------- | ------------------------- | ------------------------- | ------------------------- | --------------- |
| 2010 | "The Phantom"                         | 69                        | —                         | —                         | —                         | The Phantom EP  |
| 2012 | "Jimmy's Gang"                        | 43                        | —                         | —                         | —                         | Jimmy's Gang EP |
| 2012 | "Nobody's Fool" (feat. Cleo Panther)  | 60                        | —                         | —                         | —                         |                 |
| 2013 | "Keep on Dancing" (feat. Marvin Gaye) | 45                        | —                         | —                         | —                         |                 |
| 2014 | "All Night"                           | 42                        | 57                        | 35                        | 57                        |                 |
| 2014 | "Clap Your Hands"                     | 52                        | —                         | —                         | —                         | Clap Your Hands |
| 2014 | "The Sun" (feat. Graham Candy)        | 31                        | 110                       | —                         | —                         | The Sun EP      |
| 2015 | "Hooked on You" (feat. Timothy Auld)  | 126                       | —                         | —                         | —                         |                 |

Andre singler
- 2000: "Synthetica/Stompin' Ground" (12" Vinyl, Bushido Recordings, as Marcus Füreder)
- 2001: "Guerrilla" (12" Vinyl, Bushido Recordings, as Marcus Füreder)
- 2004: "Get Up on Your Feet" (12" Vinyl, Sunshine Enterprises)
- 2005: "Faith" (Maxi-CD, Etage Noir Recordings)
- 2007: "Rock For/Love" (12" Vinyl, Etage Noir Recordings)
- 2007: "Shine" (Maxi-CD, Etage Noir Recordings)
- 2013: "The Mojo Radio Gang"